# Дунины-Борковские
Дунины-Борковские (Дунины-Барковские,  пол. Borkowski-Dunin) — польский и малороссийский дворянский род, а также иностранный графский род королевства Галицкого, из клана Дуниных.
В Гербовнике сказано следующее:

Василию Касперовичу Дунину-Барковскому, войска Запорожского Черниговскому Полковнику и Генеральному Обозному, за многие службы в 1674 и других годах по грамотам ВЕЛИКИХ ГОСУДАРЕЙ ЦАРЕЙ и Великих Князей АЛЕКСЕЯ МИХАЙЛОВИЧА, Фёдора АЛЕКСЕЕВИЧА, ИОАННА АЛЕКСЕЕВИЧА, ПЕТРА Алексеевича, пожалованы и подтверждены деревни, на владение которых отец его имел право при Польских Королях, и универсалами Гетманов ему были надданы.
Потомки рода, Дунины-Барковские, служили Российскому Престолу Бунчуковыми Товарищами и в иных чинах и владели наследственными деревнями.

Определением Черниговского Дворянского Депутатского Собрания род Дуниных-Борковских внесён в 6-ю часть родословной книги, в число древнего дворянства.

## Графы Дунины-Барковские
Юрий Дунин Борковский отличился при спасении Вены от турок. (1683). От него происходят графы Дунины-Борковский, правнуки его возведены императором австрийским Францем I в графское достоинство королевства Галицкого (1818). Из числа его потомков, некоторые владели поместьями в Царстве Польском и состояли в российском подданстве, а некоторые владели поместьями в Галиции и состояли в подданстве Австрии.

## Известные представители
- граф Дунин-Борковский, Василий Касперович (1640—1702) — черниговский полковник и генеральный обозный Войска Запорожского.
- граф Дунин-Борковский, Александер Лешек (1811—1896) — польский писатель и политический деятель.
- граф Дунин-Борковский, Станислав (1782—1850) — известный геолог.
- Дунин-Барковский, Виталий Львович (1942) — российский биофизик, профессор, президент-основатель Российской Ассоциации  Нейроинформатики.
- граф Дунин-Борковский, Пётр (1890—1949) — польский политик, журналист и дипломат.
- графиня Дунин-Борковская, Наталена Андриановна (1888—1966) — украинская писательница.

## Описание герба
В щите, имеющем красное поле, изображён белый лебедь.
Щит увенчан дворянскими шлемом и короною (у графской ветви рода — над щитом корона графов) на поверхности которой находится лебедь. Намёт на щите красный, подложенный серебром. Герб рода Дуниных-Борковских внесён в Часть 9 Общего гербовника дворянских родов Всероссийской империи, стр. 9